# Hitoshi Tsukiji
Hitoshi Tsukiji (築地 仁, Tsukiji Hitoshi, né en 1947) est un photographe japonais, lauréat de l'édition 1985 du prix de la Société de photographie du Japon dans la catégorie « espoirs ».

## Référence
- Nihon shashinka jiten (日本写真家事典 (?)) / 328 Outstanding Japanese Photographers. Kyoto: Tankōsha, 2000.  (ISBN 4-473-01750-8). (ja)

## Source
- (en) Cet article est partiellement ou en totalité issu de l’article de Wikipédia en anglais intitulé « Hitoshi Tsukij » (voir la liste des auteurs).